# Đậu tán chiên

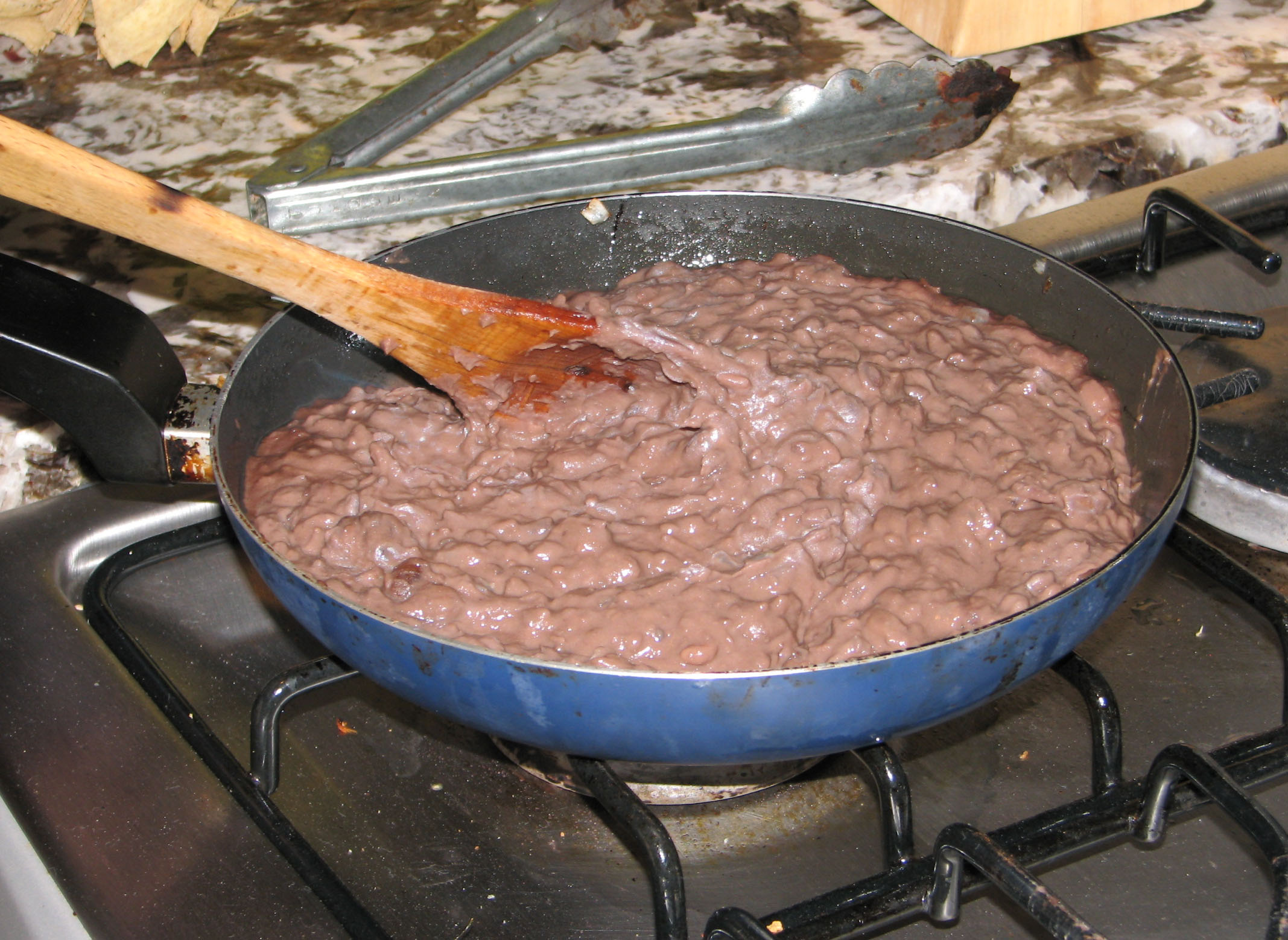
Đậu tán chiên đã được chuẩn bị trong một cái chảo.

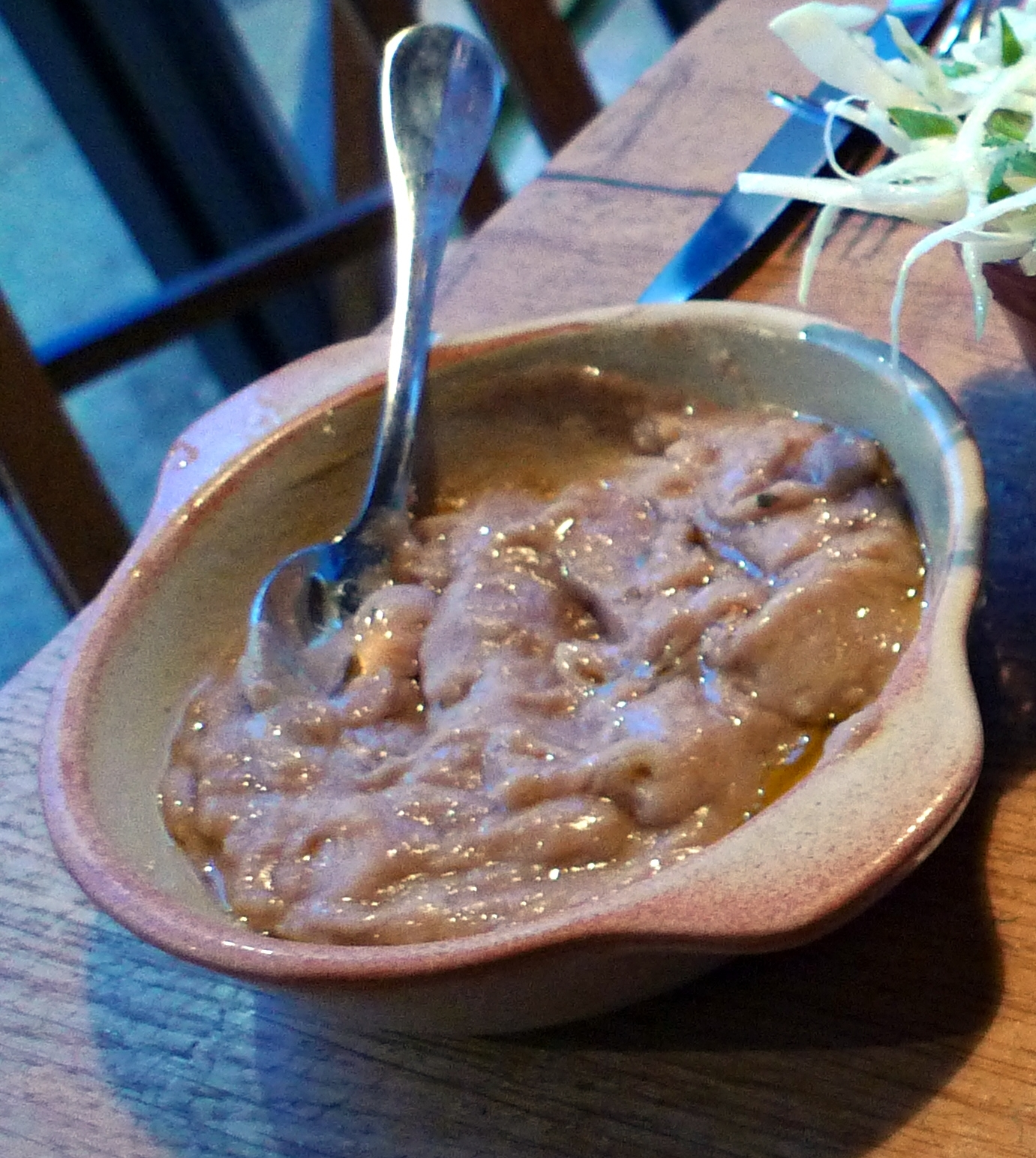
Đậu tán chiên

Đậu tán chiên (Tiếng Anh: refried beans) (Tiếng Tây Ban Nha: frijoles refritos) là một món đậu nấu chín và nghiền và là một truyền thống chủ yếu của Mexico  và ẩm thực Tex-Mex, mặc dù mỗi món có một cách tiếp cận khác nhau khi thực hiện món ăn. Đậu chiên cũng phổ biến ở nhiều nước Mỹ Latinh khác.
Trong món ăn này, sau khi được đun sôi và sau đó được nghiền thành bột nhão, đậu được chiên hoặc nướng, mặc dù chúng chỉ được chiên một lần, thuật ngữ "tán chiên" là sai lệch. Như đã trình bày bởi Rick Bayless, "chúng là refritos-không phải chiên một lần nữa, như bạn có thể giả định, nhưng 'chiên đều' hay 'chiên mạnh', như re dịch từ tiếng Tây Ban Nha." 

## Thành phần và chuẩn bị

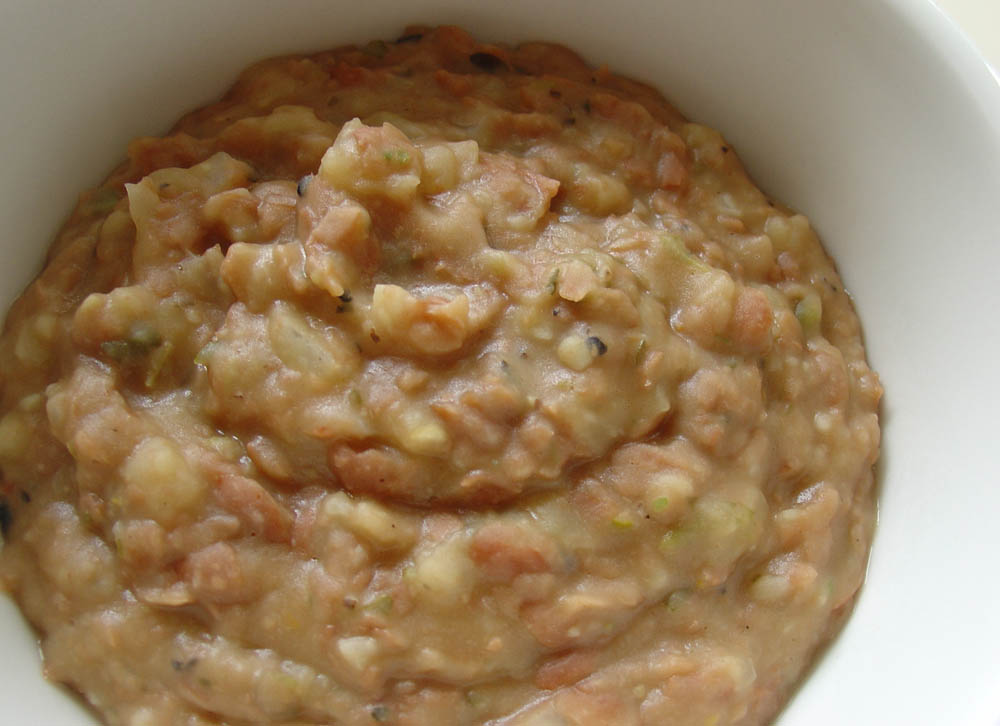
Đậu tán chiên

Ở miền bắc Mexico và trong ẩm thực Tex-Mex, đậu nghiền thường được chế biến bằng đậu pinto, nhưng nhiều loại đậu khác được sử dụng ở các vùng khác của Mexico, chẳng hạn như đậu đen, Peruano hoặc đậu đỏ. Đậu sống có thể được nấu chín khi khô hoặc ngâm qua đêm, sau đó hầm, rút hầu hết các chất lỏng còn lại và chuyển thành dạng sệt bằng máy rây (như máy rây khoai tây) hoặc ép qua rây lưới mịn (để loại bỏ da). Một số chất lỏng, hoặc thịt gà hoặc rau để ráo nước cổ, được bổ sung nếu tính nhất quán là quá khô. Bột nhão sau đó được nướng hoặc chiên, thường là với hành tây và tỏi trong một lượng nhỏ mỡ lợn, dầu thực vật, nhỏ giọt thịt xông khói hoặc bơ và nêm nếm với muối và gia vị. Lard thường được sử dụng thường xuyên hơn ở Mexico, và nó có ảnh hưởng lớn đến hương vị. Epazote là một loại thảo mộc phổ biến được sử dụng để thêm hương vị. Nó cũng là một thuốc tống hơi, có nghĩa là nó làm giảm khí đồng hành với đậu.

## Sử dụng
Trong nấu ăn tại nhà, đậu tán chiên thường được phục vụ như một món ăn phụ đi kèm với một bữa ăn lớn hơn, hoặc cuộn trong tortilla để tạo thành burrito đậu.
Ở Hoa Kỳ, đậu chiên thường được làm từ đậu pinto. Chúng được phục vụ như một món ăn phụ với hầu hết các bữa ăn của nhà hàng Tex-Mex. Chúng cũng đã trở nên rất phổ biến như là một sốt chấm cho vảy tortilla ngô chiên. Đậu chiên cũng là một thành phần chính trong nhiều công thức nấu ăn tostada, chimichanga và Pupusa. Ngoài ra, chúng là một thành phần điển hình trong các lớp nhúng, chẳng hạn như nhúng bảy lớp hoặc trong nachos.